# Brampton City United
El Brampton City United Football Club es un equipo de fútbol de Canadá que juega en la Canadian Soccer League.

## Historia
Fue fundado en el año 2002 en la ciudad de Brampton, Ontario con el nombre Metro Lions, y han cambiado de nombre varias veces, las cuales han sido:
- Metro Lions (2002-05)
- Oakville Blue Devils tras mudarse a Oakville, Ontario (2005-07)[1]
- Canadian Lions tras mudarse a Scarborough, Ontario (2007-08)
- Brampton Lions tras regresar a Brampton, Ontario (2008-11)[2]
- Brampton City Lions (2011-)[3]

El club cuenta con una sección en fútbol sala y han sido campeones de la Canadian Soccer League en una ocasión en 2005, así como campeones de conferencia en el 2006.

## Palmarés
- Canadian Soccer League: 1

2005
- Conferencia Nacional: 1

2006

## Jugadores destacados
| - Martin Artale - Marko Bedenikovic - Ghufran Shahid - Phil Ionadi - Marko Janjicek - Michael Marchese - Liam Martin - Daniel Nascimento - Kevin Omokhu - Peter Petropanagos - Igor Prostan - David Velastegui | - Darren Baxter - Aaron Steele - Nordo Gooden - Darryl Gomez - Brahima Sa Traoré - Mohammed Kanu - Hayden Fitzwilliams - Ryan Reece |